# En terapia
En terapia (pol. W terapii) – argentyński telewizyjny serial psychologiczny, emitowany w latach 2012-2014 na antenie telewizji publicznej TV Pública. Liczy 113 odcinków, podzielonych na trzy sezony. Stanowi pierwszą hiszpańskojęzyczną adaptację izraelskiego serialu BeTipul (sezony 1-2) oraz jego amerykańskiej wersji Terapia (sezon 3), a tym samym opowiada historię zbliżoną do ukazanej w polskiej wersji tego formatu, Bez tajemnic. W głównej roli psychoterapeuty wystąpił Diego Peretti.

## Obsada
| aktor(ka)          | postać    |
| ------------------ | --------- |
| Diego Peretti      | Guillermo |
| Norma Aleandro     | Lucía     |
| Julieta Cardinali  | Marina    |
| Germán Palacios    | Gaston    |
| Ailín Salas        | Clara     |
| Dolores Fonzi      | Ana       |
| Leonardo Sbaraglia | Martín    |
| Carla Peterson     | Juliana   |
| Gonzalo Slipak     | Máximo    |
| Roberto Carnaghi   | José      |
| Luisana Lopilato   | Valentina |
| Cecilia Roth       | Gabriela  |
| Julieta Díaz       | Laura     |
| Santiago Magariños | Julian    |
| Darío Grandinetti  | Carlos    |